# شيريدان أندرسون
شيريدان أندرسون (بالإنجليزية: Sheridan Anderson)‏ هو كاتب أمريكي، ولد في 18 سبتمبر 1936، وتوفي في 31 مارس 1984.